# Pollyn
Pollyn er en amerikansk trio fra Los Angeles. Gruppen spiller primært elektronisk lounge musik.
| Musikgruppe | Spire Denne artikel om en amerikansk musikgruppe er en spire som bør udbygges. Du er velkommen til at hjælpe Wikipedia ved at udvide den. |